# Els cinc bons emperadors
Els cinc bons emperadors van ser els governants romans Nerva, Trajà, Hadrià, Antoní Pius, i Marc Aureli. El terme, encunyat per Nicolau Maquiavel, es basa en fet que les decisions encertades d'aquests emperadors van donar estabilitat a l'imperi durant els anys que van estar al poder. Segons Cassius Dio, el règim dictatorial de Còmmode, seguit per l'any dels cinc emperadors i posteriorment l'anomenada crisi del segle III en què van regnar 26 emperadors en 50 anys, marcaran el descens "des d'un regne d'or a un de ferro i òxid", acabant amb el període d'esplendor anomenat Pax Romana.
També són coneguts com a emperadors adoptius, ja que no eren fills biològics un dels altres, sinó que per esdevenir emperadors foren adoptats per les seves qualitats.

## Denominació
Els cinc bons emperadors és un terme encunyat per Nicolau Maquiavel en el seu llibre Els Discursos en Livy de 1531:
 
| « | A partir de l'estudi d'aquesta història, també podem aprendre com s'ha d'establir un bon govern; ja que, mentre que tots els emperadors que van néixer al tron per naixement, excepte Titus, eren dolents, tots els que van ser adoptats eren bons, com en el cas dels cinc que van de Nerva a Marc. Però tan bon punt l'imperi va caure de nou als hereus de naixement, la seva ruïna va tornar a començar. | » |

Els qui van adoptar els emperadors van guanyar el respecte a través del bon govern:
 
| « | Titus, Nerva, Trajà, Hadrià, Antoní i Marc no tenien necessitat de cohorts pretorianes, ni d'innombrables legions per custodiar-les, sinó que eren defensades per la seva pròpia bona vida, la bona voluntat dels seus súbdits i l'afecció del senat. | » |

Edward Gibbon va escriure a La Història de la Decadència i Caiguda de l'Imperi Romà que la seva regla era un temps quan "l'Imperi Romà va ser governat per poder absolut, sota el guiatge de saviesa i virtut". Gibbon creia que aquests benèvols monarques i la capacitat per fer polítiques moderades era inusual i contrastava amb els seus successors més tirànics i opressors.

## Història
Amb Domicià, el Senat romà va intentar que els seus membres quedessin sostrets al judici de l'emperador. Per això Domicià es va fer nomenar censor perpetu, ja que era el censor qui determinava la composició del Senat (Claudi havia restablert les atribucions de la Censura al principi del seu govern). Les relacions amb el Senat van empitjorar, i l'hostilitat manifesta i permanent d'aquest cos cap a l'emperador va irritar Domicià, de caràcter recelós, orgullós i violent. La tensió amb el Senat romà va pujar de to fins que va ser assassinat el dia 18 de setembre de l'any 96 en una conspiració amb el seu conseller Partenio com a cervell de l'operació. Entre els conspiradors trobem a Titus Petroni Segon, què era un prefecte del Pretori (encarregats de la seguretat de l'emperador) i l'escriptor Suetoni menciona fins i tot gladiadors.

### Nerva
Després de la mort de Domicià, un líder eficaç però menystingut entre els aristòcrates, Roma va trobar una força estabilitzadora en Nerva un senador respectat que va omplir el buit de poder marcant la pauta del què seria el govern romà del següent segle, atenent als seus requeriments d'abstenir-se d'executar els membres del Senat i alliberar els presos polítics, retorn dels exiliats i reemborsament de propietats. L '"impost jueu", que va ser en gran part responsable de la sensació de persecució religiosa va ser anul·lat per apaivagar la creixent inquietud social. Una revolta dels pretorians dirigida pel prefecte Casperi Elià, demanant el càstig dels assassins de Domicià va agafar força i a Trajà, un dels generals revoltats, li va donar el poder tribunici i el títol de Cèsar, nomenant-lo successor.

### Trajà

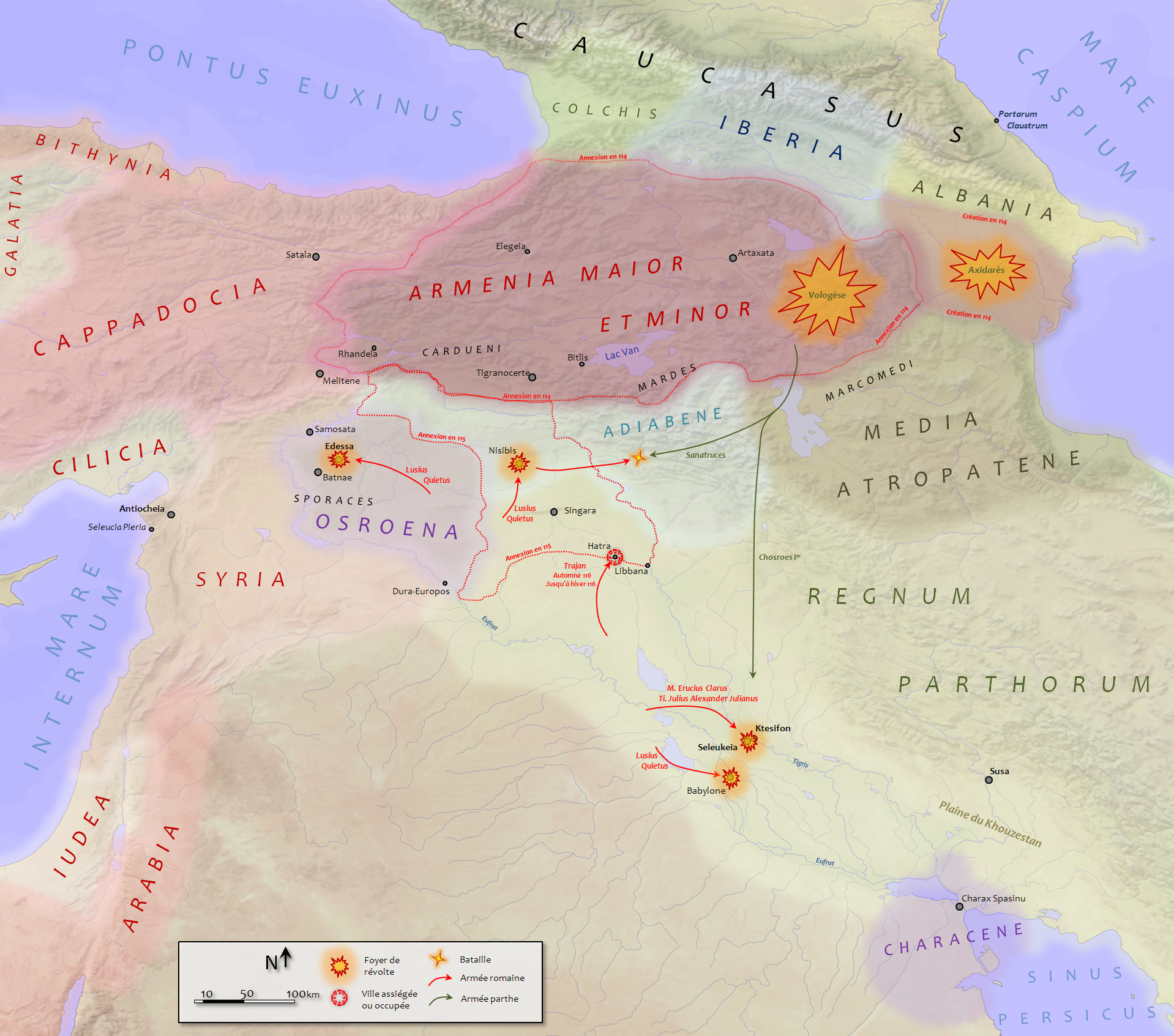
Campanya de Trajà al 116 a les Guerres Pàrtiques

El gran general Trajà fou el seu successor i va restablir Roma com a força conquistadora, i va establir la seva grandesa entre els erudits. Amb dues campanyes militars va sotmetre el regne daci de Decèbal i el va convertir en la província romana de Dàcia, rica en or i plata, que va proporcionar abundants recursos per a l'ambiciosa política d'obres públiques de Trajà. El 116 va envair l'Imperi Part i va conquerir la Mesopotàmia Central i Assíria (Gordiene) fins a Babilònia, Ctesifont i Selèucia del Tigris, les seves principals capitals,

### Hadrià

Els murs d'Hadrià i Antoní

Al morir el 117 el seu successor, Hadrià va revertir ràpidament la política del seu predecessor respecte l'Imperi Part, decidint que era de l'interès de Roma restablir l'Eufrates com a límit del seu control directe, i va tornar de bon grat a l'Statu quo ante bellum, lliurant Mesopotàmia i Adiabene als Parts i Armènia als clients-reis i almenys durant mig segle més, Roma va evitar la intervenció activa a l'est de l'Eufrates. i va restablir el regne d'Armènia amb un rei part sota protectorat romà, títol que va donar a Vologès. Una guarnició romana formada per la Legió XV Apollinaris es va establir a Satala prop de les fonts del riu Lykos, a l'Armènia Menor (Armenia Minor). Anys després de la Guerra de Kitus es va tornar a enfrontar als jueus en la Revolta de Bar Kokhebà. Vers el 120, els pictes ja tornaven a estar en peu de guerra i van atacar les posicions romanes; Hadrià va visitar l'illa i va decidir fixar el límit defensiu en un punt determinat i va triar una zona que, en part, constituïa una defensa natural amb la vall del Tyne a l'est i una sèrie de turons fins al Solway Firth, a l'oest. Deli Espartià descriu l'ordre d'Hadrià de construir un mur, obra coneguda després com el mur d'Hadrià.

### Antoní Pius
El seu regnat va ser el més pacífic de tot el Principat, malgrat que hi va haver diversos disturbis armats a Mauretania, Judea i entre els brigants de Britànnia, sense que cap d'ells es considerés greu. A Gran Bretanya Antoní va emprendre una invasió al sud d'Escòcia, aconseguint algunes victòries significatives, i construint el Mur d'Antoní des del Fiord de Forth fins al Fiord de Clyde entre els anys 140-142. Tanmateix, la muralla va ser poc a poc desmantellada a mitjans dels anys 150 i finalment abandonada a principis dels anys 160.
El primer grup de persones que afirmava ser una missió ambaixadora de romans a la Xina va ser registrat que van arribar l'any 166 dC segons el Llibre del Han Tardà i va arribar fins l'Emperador Huan de Han. Com que Antoní Pius va morir el 161 dC, deixant l'imperi en mans del seu fill adoptiu, Marcus Aurelius Antoninus, i l'enviat va arribar l'any 166, es manté la confusió de qui va enviar la missió, ja que els dos emperadors van ser coneguts com a "Antoninus". Fou la primera vegada que hi va haver un contacte directe entre les dues civilitzacions.

### Marc Aureli i Luci Aureli Ver
Marc Aureli succeí a Antoní Pius, juntament amb son germà, i també fill adoptiu d'Antoní Pius, Luci Aureli Ver. També és conegut per ser un important filòsof del període de l'estoïcisme romà i autor del recull de reflexions Meditacions. Durant el seu regnat va haver de combatre la sublevació dels parts, les invasions dels pobles germànics a través del Danubi i les dels mauretans a través d'Hispània. Les legions que van combatre contra els parts (161-166) van tornar portant la pesta antonina, la primera gran epidèmia que es va estendre per tot l'imperi durant els anys 165 al 180. El seu resultat va ser una elevada mortaldat que va començar a reduir la població.

## Política

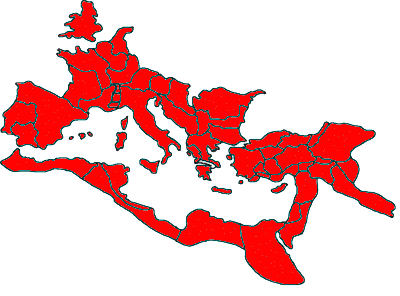
Màxima expansió de l'Imperi Romà, després de les conquestes de Trajà

Els cinc bons emperadors van consolidar l'imperi i eren coneguts per la seva política moderada, que contrastava amb el caràcter tirànic i opressiu dels seus successors, i van exercir el seu poder durant el zenit de la prosperitat que va assolir l'imperi a la Pax Romana. El seu govern va succeir durant el període de màxima esplendor de Roma, en què assolí la màxima expansió territorial, des del nord de Gran Bretanya fins a Dàcia i passant per Aràbia i Mesopotàmia, Els estats clients s'havien reconstituït un per un com a províncies, i fins i tot el govern italià s'havia assimilat en molts aspectes al tipus provincial, i la distinció entre provincians i romans va disminuir a mesura que un nombre més gran d'emperadors, senadors, ciutadans i soldats provenien de procedències provincials i els italians ja no dominaven l'imperi. També hi hagué prosperitat econòmica i cultural. La historiografia acostuma a donar la major part d'aquesta responsabilitat al (generalment) bon govern i administració dels emperadors d'aquesta família.
El període dels cinc bons emperadors va ser particularment notori pel mètode pacífic que es va donar per a la successió: cadascun d'ells triava el seu successor adoptant un hereu, així prevenint el caos polític que anteriorment s'havia iniciat cada cop que hi havia una successió. El nomenament com a hereu per part de Marc Aureli del seu fill Còmmode va ser un gran error, i que va suposar la fi de la Pax Romana. Marc Aureli va ser un bon emperador, també conegut com a filòsof estoic.
Hadrià i Antoní Pius van ser un dels millors administradors, i Marc Aureli i Luci Aureli Ver van continuar aquest patró mentre restablien la superioritat militar sobre les tribus germàniques. El període arribaria a la seva fi enmig de la pesta antonina, que va arribar a matar com un terç de la població en algunes zones i va devastar l'exèrcit romà, i el cansament de la guerra amb la mort de Marc Aureli el 180 dC. Quan el seu fill Còmmode va ascendir al tron com a únic emperador, s'acabà el període d’autoritat adoptiva, l'estabilitat i la cohesió del l'era anterior començaria a desfer-se.

## Hipòtesi alternativa
Una hipòtesi postula que la successió adoptiva parteix de la manca d'hereus biològics. Tots, menys l'últim dels emperadors adoptius, no van tenir cap fill biològic legítim per succeir-los. Per això estaven obligats a triar un successor en algun altre lloc; tan aviat com l'Emperador podria mirar cap a un fill biològic per seguir-lo, la successió adoptiva va ser aparcada.
La "dinastia adoptiva" va acabar amb la successió de Còmmode, que era fill biològic de Marc Aureli i, per tant, només se'l pot considerar com a membre de la Dinastia Antonina.
Nota: El co-regnat de Marc Aureli amb Luci Aureli Ver va ser del 161 fins que Ver va morir el 169.